# Provincia de Cakaudrove
Cakaudrove es una de las cuatro provincias de la División Norte del archipiélago de Fiyi. 

## Características
Tiene un área de 2816 km² y una población de 4962 habitantes, según el censo de 1996.